# 6-Amino-4-hydroxynaphthalin-2-sulfonsäure
6-Amino-4-hydroxynaphthalin-2-sulfonsäure (Trivialname Gammasäure) ist eine chemische Verbindung aus der Gruppe der Buchstabensäuren, die als industrielles Zwischenprodukt zur Synthese von Azofarbstoffen eingesetzt wird.

## Herstellung
6-Amino-4-hydroxynaphthalin-2-sulfonsäure wird über mehrere Reaktionsstufen aus 2-Naphthol synthetisiert. Im ersten Schritt wird 2-Naphthol (1) mit Schwefelsäure und Oleum zur 7-Hydroxynaphthalin-1,3-disulfonsäure (2) sulfoniert. In einer Bucherer-Reaktion wird die 7-Hydroxynaphthalin-1,3-disulfonsäure mit Ammoniakwasser zur 7-Aminonaphthalin-1,3-disulfonsäure (3) und diese im letzten Schritt mit Natriumhydroxid zur 6-Amino-4-hydroxynaphthalin-2-sulfonsäure (4) umgesetzt.

## Eigenschaften
6-Amino-4-hydroxynaphthalin-2-sulfonsäure ist in Wasser auch bei hohen Temperaturen schwer löslich (0,4 % bei 100 °C). Dagegen löst sich das Natriumsalz der Verbindung leicht in Wasser und ergibt eine blau fluoreszierende Lösung. Mit Diazoniumverbindungen lässt sich die 7-Aminonaphthalin-1,3-disulfonsäure unter sauren Bedingungen in der 1-Position und unter alkalischen Bedingungen in der 7-Position kuppeln.

## Verwendung
6-Amino-4-hydroxynaphthalin-2-sulfonsäure ist wie die 7-Amino-4-hydroxynaphthalin-2-sulfonsäure (I-Säure) und die 4-Amino-5-hydroxynaphthalin-2,7-disulfonsäure (H-Säure) eine wichtige Kupplungskomponente zur Herstellung von Azofarbstoffen.
Die saure Kupplung von 6-Amino-4-hydroxynaphthalin-2-sulfonsäure ergibt rote Monoazofarbstoffe aus der Gruppe der Säurefarbstoffe wie beispielsweise C.I. Acid Red 37, die aufgrund der o-Aminoazo-Teilstruktur Färbungen auf Wolle und Polyamidfasern mit einer hohen Lichtechtheit ergeben.
Ein Beispiel für einen unter alkalischen Bedingungen gekuppelten Monoazofarbstoff ist der Reaktivfarbstoff Reactive Orange 16. Hier wird Parabaseester (1) diazotiert und das Diazoniumsalz 2 auf die 6-Acetamido-4-hydroxynaphthalin-2-sulfonsäure (4), hergestellt durch Acetylierung von 6-Amino-4-hydroxynaphthalin-2-sulfonsäure (3) mit Acetanhydrid, zu dem Farbstoff 5 gekuppelt.
Die verbleibende Aminogruppe am Naphthylring bei alkalisch gekuppelten Azofarbstoffen mit 6-Amino-4-hydroxynaphthalin-2-sulfonsäure als Kupplungskomponente kann weiterdiazotiert werden. Auf diese Weise sind Dis- oder Polyazofarbstoffe zugänglich. Beispiel ist der Direktfarbstoff Direct Black 80, ein Trisazofarbstoff bei dem zweimal alkalisch auf 6-Amino-4-hydroxynaphthalin-2-sulfonsäure gekuppelt wird:

## Externe Links zu erwähnten Verbindungen
1. ↑  Externe Identifikatoren von bzw. Datenbank-Links zu Natrium-6-amino-4-hydroxy-2-naphthalinsulfonat:  CAS-Nr.: 16781-08-1, EG-Nr.: 240-829-7, ECHA-InfoCard: 100.037.102, PubChem: 23686652, ChemSpider: 104940, Wikidata: Q27236589.
2. ↑  Externe Identifikatoren von bzw. Datenbank-Links zu Acid Red 37:  CAS-Nr.: 6360-07-2, EG-Nr.: 228-823-2, ECHA-InfoCard: 100.026.203, PubChem: 102060009, ChemSpider: 21172364, Wikidata: Q27162394.
3. ↑  Externe Identifikatoren von bzw. Datenbank-Links zu 4-Aminoacetanilid-3-sulfonsäure:  CAS-Nr.: 96-78-6, EG-Nr.: 202-534-1, ECHA-InfoCard: 100.002.305, PubChem: 66788, ChemSpider: 60153, Wikidata: Q72437676.
4. ↑  Externe Identifikatoren von bzw. Datenbank-Links zu Reactive Orange 16:  CAS-Nr.: 20262-58-2, EG-Nr.: 243-653-9, ECHA-InfoCard: 100.039.670, GESTIS: 491552, PubChem: 30082, ChemSpider: 16736260, Wikidata: Q27124179.
5. ↑  Externe Identifikatoren von bzw. Datenbank-Links zu 6-Acetamido-4-hydroxynaphthalin-2-sulfonsäure:  CAS-Nr.: 6361-41-7, EG-Nr.: 228-836-3, ECHA-InfoCard: 100.026.215, PubChem: 80706, ChemSpider: 72876, Wikidata: Q72434060.
6. ↑  Externe Identifikatoren von bzw. Datenbank-Links zu Direct Black 80:  CAS-Nr.: 8003-69-8, EG-Nr.: 232-322-4, ECHA-InfoCard: 100.029.382, PubChem: 24668, ChemSpider: 17215563, Wikidata: Q72469544.